# Clusia pusilla
Clusia pusilla là một loài thực vật có hoa trong họ Bứa. Loài này được Steyerm. mô tả khoa học đầu tiên năm 1952.